# Дайсам ибн Ибрагим аль Курди
Дайсам ибн Ибрагим аль Курди абу Самел (ум. ок. 957) — курдский главнокомандующий, с перерывами правивший Азербайджаном от 938 до 955 годы.

## Биография
Отец араб, мать курдянка. Родители были хариджитами. Дайсам занимал видное положение на службе у Юсуфа ибн-Абу-с-Саджа из династии Саджидов. К 938 году при поддержке курдов он пришёл к власти в Азербайджане, имевшем на тот момент персидское население. Однако, вскоре его отстранил от власти выходец из Гиляна Лашкари ибн Марди, ранее служивший Зияридам. Армия Лашкари состоящая из гилянцев и дейламитов, изгнала Дайсама из Азербайджана, но затем при помощи правителя государства Зияридов Вушмагира он вернул себе власть.
В 941 или 942 году визирь Дайсама, Абул-Касим Джафар ибн Али, бежал из-за интриг против него к Саларидам. Там он убедил Марзубана бин Мухаммеда отнять Азербайджан у Дайсама. Дайсам встретил армию Марзубана вместе со своими дайламитскими наёмниками (которых он нанял, чтобы сдерживать неуправляемые курдские войска), потерпел поражение и был вынужден бежать ко двору Арцрунидов в Васпураканское царство.
Джафар ибн Али стал после завоевания Азербайджана визирем у Марзубана, но вскоре он начал опасаться за своё положение. Он бежал в Тебриз и пригласил Дайсама вернуться к власти. Прибыв в город он получил поддержку со стороны курдов. Однако, его армия была разбита Марзубаном, который осадил его в Тебризе. В этот момент Джафар снова бросил Дайсама, но Дайсам смог бежать из Тебриза и занял Ардебиль. Марзубан не отставал от него и осадил Ардебиль. В итоге новый визирь Дайсама, подкупленный Саларидами, уговорил его сдаться. Марзубан обошёлся с Дайсамом милостиво и в ответ на его просьбу пожаловал ему его крепость в Таруме.
В 949 году Марзубан был захвачен Буидами, которые отправили против него армию под командованием Мухаммеда ибн Абд аль-Раззаком, чтобы завоевать Азербайджан. Брат Марзубана Вашудан отправил Дайсама в Азербайджан, чтобы защищать там земли Саларидов. Мухаммед вынудил Дайсама отступить в Арран, но затем сам Мухаммед потерпел поражение и дал Дайсаму возможность вернуть себе Азербайджан.
В 953 году Марзубан бежал от Буидов и попытался вернуть себе свои земли. Дайсам был разбит саларидской армией около Ардебиля и предводители дайламитов предали его. Он бежал в Армению, где получил помощь от христиан. Однако, спустя год его изгнали из Армении и он отправился в Багдад, где его с почестями принял буидский амир Ирака Муизз ад-Даула Абу-л-Хусайн Ахмад ибн Бувайх.
После того как Буиды заключили мир с Саларидами, Дайсам понял, что не может рассчитывать на помощь первых в возвращении Азербайджана. Он отправился к Хамданидам, с помощью правителя Алеппо Сайфа ад-Даулы, он занял Сельмас в 955/956 году в качестве вассала Хамданидов. Марзубан изгнал его отсюда и Дайсам снова нашёл убежище у Арцунидов в Васпуркане. Однако перед угрозами со стороны Марзубана, васпурканский царь арестовал Дайсама и передал его Саларидам. Дайсам был ослеплён и заточён в тюрьму. Он был убит сторонниками Марзубана после скорой смерти последнего в 957 году.

## Комментарии
1. ↑  Речь идёт об историческом регионе Азербайджан на юг от реки Аракс, северо-запад современного Ирана